# Méracq
Méracq é uma comuna francesa na região administrativa da Nova Aquitânia, no departamento dos Pirenéus Atlânticos. Estende-se por uma área de 8,4 km². Em 2010 a comuna tinha 234 habitantes (densidade: 27,9 hab./km²).